# 九塊庄

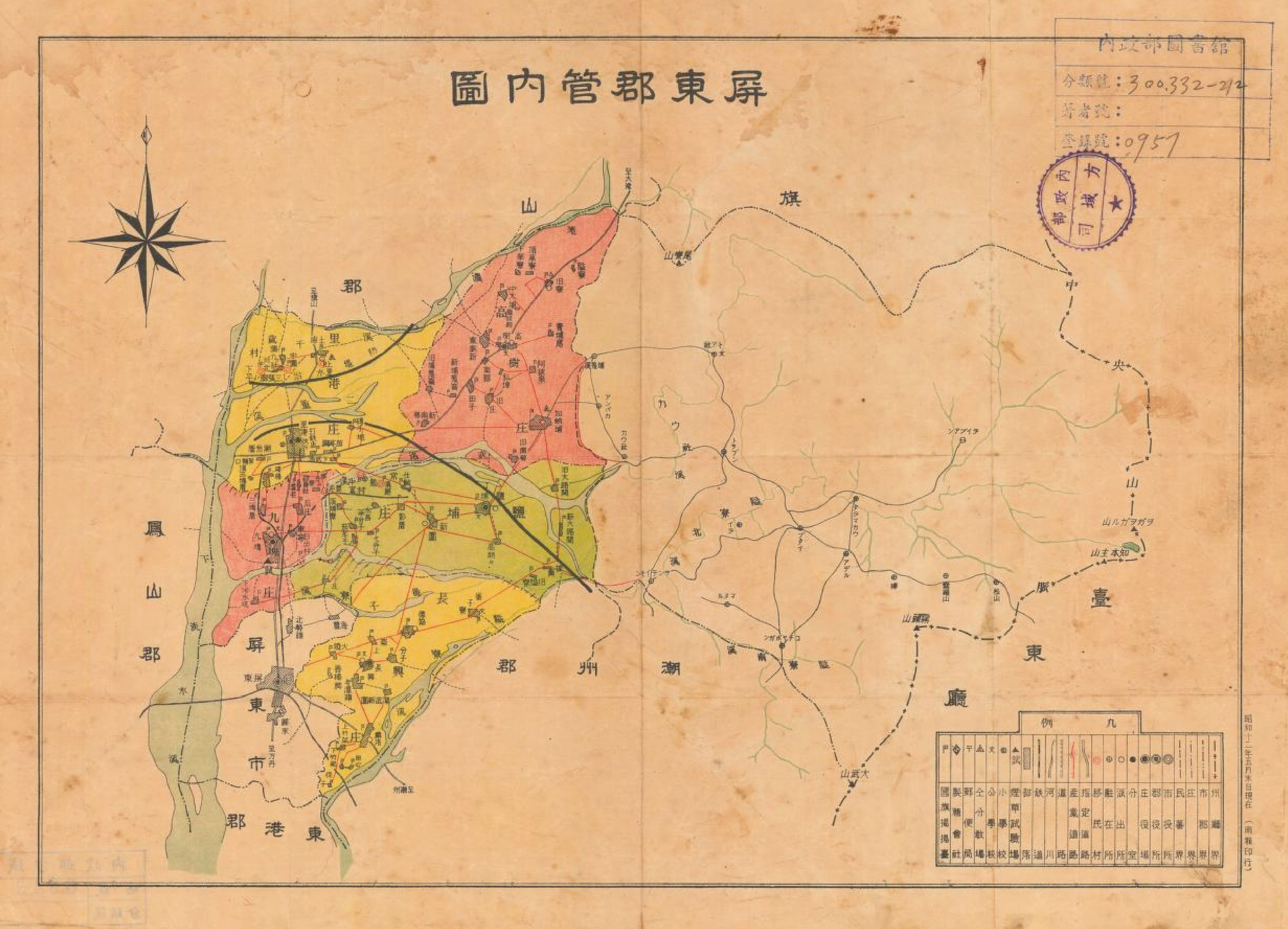
屏東郡管內圖

九塊庄為臺灣日治時期1920年至1945年間存在之行政區，轄屬高雄州屏東郡。今屏東縣九如鄉（不含玉泉村）。

## 行政區劃
九塊地區在清代屬港西上里，在1897年5月隸屬於「鳳山縣阿里港辨務署」。1898年6月18日，鳳山縣併入「臺南縣」，阿里港辨務署被併入「阿猴辨務署」。1899年4月8日，阿猴辨務署增設「阿里港支署」。1900年11月15日，九塊地區分為「九塊厝區」。1901年11月11日，臺灣的行政區劃改為二十廳，臺南縣被裁撤，阿猴、東港辨務署合併為阿猴廳，九塊地區隸屬於「阿猴廳阿里港支廳」。九塊地區在此時期的劃分如下：
- 九塊厝區
  - 港西上里：九塊厝庄、下冷水坑庄、三塊厝庄、後庄、東寧庄

1904年4月13日，阿猴廳將原有街庄整併。1905年3月，阿猴廳改稱「阿緱廳」。1920年10月1日，原堡里鄉澚之行政區廢除，街庄社改為大字，「九塊厝」改稱「九塊」，而上述街庄合併為高雄州屏東郡九塊庄，轄域內分為九塊、下冷水坑、三塊厝、後庄、東寧5個大字。
二戰後，在1946年4月劃為屏東市「九如區」。在1950年改設屏東縣九如鄉，且併入原屬鹽埔鄉之下庄一帶，即為今玉泉村。
| 1904年   | 1904年   | 1904年                                                             | 1920年 | 1920年   | 現在   |
| 堡里     | 區       | 街庄社                                                             | 街庄   | 大字     | 鄉鎮   |
| -------- | -------- | ------------------------------------------------------------------ | ------ | -------- | ------ |
| 港西上里 | 九塊厝區 | 九塊厝庄、崁仔頂庄                                                 | 九塊庄 | 九塊     | 九如鄉 |
| 港西上里 | 九塊厝區 | 下冷水坑庄                                                         | 九塊庄 | 下冷水坑 | 九如鄉 |
| 港西上里 | 九塊厝區 | 三塊厝庄、大邱園庄、水尾庄                                         | 九塊庄 | 三塊厝   | 九如鄉 |
| 港西上里 | 九塊厝區 | 後庄、山藔庄、過田庄、王厝廍庄、耆老庄、番社庄、鴨母藔庄、檳榔腳庄 | 九塊庄 | 後庄     | 九如鄉 |
| 港西上里 | 九塊厝區 | 東寧庄、林仔頭庄                                                   | 九塊庄 | 東寧     | 九如鄉 |

## 區、庄長
- 九塊厝區長
  - 鄭琢如：1910~1911年
  - 劉文詩：1912~1919年
  - 龔天降：1920年
- 九塊庄長
  - 龔天降：1920~1945年（後改名龍井天降）[5]

## 設施
- 九塊庄役場
- 專賣局屏東支局附屬屏東菸草試驗場（現為巴轆公園）
- 九塊公學校→九塊國民學校（今九如國小）
- 後庄公學校→後庄國民學校（今後庄國小）
- 常盤移民村、日出移民村
- 臺灣製糖鐵道屏東線